# Бретань Классик 2024
88-й выпуск Бретань Классик — шоссейной однодневной велогонки по дорогам французского региона Бретань. Гонка прошла 25 августа 2024 года в рамках Мирового тура UCI 2024. Победу одержал швейцарский велогонщик Марк Хирши.

## Участники
Участие в гонке приняли 24 команды: 18 команд категории UCI WorldTeam и 6 UCI ProTeam.
| UCI WorldTeams (18)- Alpecin-Deceuninck - Arkéa-B&B Hotels - Astana Qazaqstan Team - Bahrain Victorious - Red Bull-Bora-Hansgrohe - Cofidis - Decathlon-AG2R La Mondiale - EF Education-EasyPost - Groupama-FDJ - Ineos Grenadiers - Intermarché-Wanty - Lidl-Trek - Movistar Team - Soudal Quick-Step - Team dsm-firmenich PostNL - Team Jayco AlUla - Team Visma \| Lease a Bike - UAE Team Emirates UCI ProTeams (6)- Burgos-BH - Euskaltel-Euskadi - Israel-Premier Tech - Lotto Dstny - TotalEnergies - Uno-X Mobility |
| |

## Маршрут
Протяженность трассы составила 259,8 километра. Основными препятствиями были холм Ростервель (1,5 км при среднем градиенте в 4,5 %), а затем — дю Лезо (900 метров при 5,3 %) и Керскулик (225 метров при 8,9 %).

## Ход гонки
В начале гонки два гонщика — Кристофер Юул-Дженсен из команды Jayco Alula и Сильван Дилье из Alpecin-Deceuninck — смогли вырваться вперёд. Однако пелотон не сдавался и на первых этапах гонки позволил им уйти на 11 минут. На последних 90 километрах вперёд вышла команда ОАЭ, где Новак и Алессандро Кови лидировали, увлекая за собой многих потенциальных лидеров. За 60 километров до финиша гонка активизировалась, и Йонас Абрахамсен попытался атаковать издали. Никто не ответил ему прямо, но было несколько попыток увести за собой другую группу гонщиков. Через некоторое время Криссу Ниландсу удалось вернуться к Абрахамсену. Вскоре после этого на гонке проявился Джулиан Алафилипп. С помощью двух атак ему удалось увести за собой группу из 20 гонщиков, включая многих фаворитов. Однако все снова собрались вместе. Затем Ромен Грегуар смог уехать в одиночку. Через 15 минут после этого Арно Де Ли оставался впереди. Однако он не смог удержать свой небольшой отрыв до входа в финальный круг. В итоге победа досталась совершившему рывок Марку Хирши из команды Alpecin-Deceuninck.

## Результаты
| \| Генеральная классификация \| Генеральная классификация \| Генеральная классификация \| Генеральная классификация \| Генеральная классификация \| \| Гонщик \| Гонщик \| Команда \| Время \| \| \| ------------------------- \| ------------------------- \| -------------------------- \| ------------------------- \| ------------------------- \| \| 1-й \| Марк Хирши \| UAE Team Emirates \| 6ч 09' 35 \| \| \| 2-й \| Поль Манье \| Soudal Quick-Step \| + 1 \| \| \| 3-й \| Магнус Корт Нильсен \| Uno-X Mobility \| + 1 \| \| \| 4-й \| Арно Де Ли \| Lotto Dstny \| + 1 \| \| \| 5-й \| Тибо Ныс \| Lidl-Trek \| + 1 \| \| \| 6-й \| Дориан Годон \| Decathlon-AG2R La Mondiale \| + 1 \| \| \| 7-й \| Майкл Мэттьюс \| Team Jayco AlUla \| + 1 \| \| \| 8-й \| Тибо Грюэль \| Groupama-FDJ \| + 1 \| \| \| 9-й \| Клеман Вентурини \| Arkéa-B&B Hotels \| + 1 \| \| \| 10-й \| Уго Пейдж \| Intermarché-Wanty \| + 1 \| \| |                     |                            |           |
| |                     |                            |           |
| Источник: ProCyclingStats |                     |                            |           |
| Генеральная классификация |                     |                            |           |
| Гонщик | Гонщик              | Команда                    | Время     |
| 1-й | Марк Хирши          | UAE Team Emirates          | 6ч 09' 35 |
| 2-й | Поль Манье          | Soudal Quick-Step          | + 1       |
| 3-й | Магнус Корт Нильсен | Uno-X Mobility             | + 1       |
| 4-й | Арно Де Ли          | Lotto Dstny                | + 1       |
| 5-й | Тибо Ныс            | Lidl-Trek                  | + 1       |
| 6-й | Дориан Годон        | Decathlon-AG2R La Mondiale | + 1       |
| 7-й | Майкл Мэттьюс       | Team Jayco AlUla           | + 1       |
| 8-й | Тибо Грюэль         | Groupama-FDJ               | + 1       |
| 9-й | Клеман Вентурини    | Arkéa-B&B Hotels           | + 1       |
| 10-й | Уго Пейдж           | Intermarché-Wanty          | + 1       |